# Бресница (Чачак)
Бресница је насеље у Србији у општини Чачак у Моравичком округу. Према попису из 2022. било је 1056 становника.
Овде се налазе ОШ „Ђенерал Марко Ђ. Катанић” Бресница, Задружни дом у Бресници и цркве посвећене Покрову Пресвете Богородице и Светом апостолу и јеванђелисти Марку. У близини села је манастир Вољавча.
Село Бресница се први пут помиње у Жичкој повељи Стефана Првовенчаног, 1222. године као: ``Брестниса с тргом``.

## Демографија
У насељу Бресница живи 1240 пунолетних становника, а просечна старост становништва износи 47,2 година (45,6 код мушкараца и 48,7 код жена). У насељу има 540 домаћинстава, а просечан број чланова по домаћинству је 2,71.
Ово насеље је великим делом насељено Србима (према попису из 2002. године), а у последња три пописа, примећен је пад у броју становника.
|  |

| Демографија | Демографија | Демографија |
| Година      | Становника  | Становника  |
| ----------- | ----------- | ----------- |
| 1948.       | 2.731       |             |
| 1953.       | 2.672       |             |
| 1961.       | 2.546       |             |
| 1971.       | 2.299       |             |
| 1981.       | 2.055       |             |
| 1991.       | 1.772       | 1.692       |
| 2002.       | 1.466       | 1.530       |
| 2011.       | 1.295       |             |

| Етнички састав према попису из 2002.‍ | Етнички састав према попису из 2002.‍ | Етнички састав према попису из 2002.‍ | Етнички састав према попису из 2002.‍ | Етнички састав према попису из 2002.‍ |
| ------------------------------------ | ------------------------------------ | ------------------------------------ | ------------------------------------ | ------------------------------------ |
|                                      |                                      |                                      |                                      |                                      |
| Срби                                 | Срби                                 |                                      | 1.450                                | 98,90%                               |
| Црногорци                            | Црногорци                            |                                      | 6                                    | 0,40%                                |
| Румуни                               | Румуни                               |                                      | 1                                    | 0,06%                                |
| Македонци                            | Македонци                            |                                      | 1                                    | 0,06%                                |
| Југословени                          | Југословени                          |                                      | 1                                    | 0,06%                                |
| непознато                            | непознато                            |                                      | 6                                    | 0,40%                                |

| Година пописа     | 1948. | 1953. | 1961. | 1971. | 1981. | 1991. | 2002. |
| ----------------- | ----- | ----- | ----- | ----- | ----- | ----- | ----- |
| Број домаћинстава | 555   | 596   | 665   | 652   | 622   | 578   | 540   |

| Број чланова      | 1   | 2   | 3  | 4  | 5  | 6  | 7 | 8 | 9 | 10 и више | Просек |
| ----------------- | --- | --- | -- | -- | -- | -- | - | - | - | --------- | ------ |
| Број домаћинстава | 141 | 167 | 78 | 68 | 47 | 30 | 7 | 0 | 0 | 2         | 2,71   |

| Пол    | Укупно | Неожењен/Неудата | Ожењен/Удата | Удовац/Удовица | Разведен/Разведена | Непознато |
| ------ | ------ | ---------------- | ------------ | -------------- | ------------------ | --------- |
| Мушки  | 615    | 147              | 398          | 50             | 16                 | 4         |
| Женски | 662    | 75               | 394          | 170            | 19                 | 4         |
| УКУПНО | 1.277  | 222              | 792          | 220            | 35                 | 8         |

| Пол    | Укупно                    | Пољопривреда, лов и шумарство | Рибарство                            | Вађење руде и камена | Прерађивачка индустрија       |
| ------ | ------------------------- | ----------------------------- | ------------------------------------ | -------------------- | ----------------------------- |
| Мушки  | 422                       | 333                           | 0                                    | 0                    | 31                            |
| Женски | 369                       | 321                           | 0                                    | 0                    | 9                             |
| УКУПНО | 791                       | 654                           | 0                                    | 0                    | 40                            |
| Пол    | Производња и снабдевање   | Грађевинарство                | Трговина                             | Хотели и ресторани   | Саобраћај, складиштење и везе |
| Мушки  | 5                         | 7                             | 10                                   | 3                    | 14                            |
| Женски | 0                         | 0                             | 9                                    | 2                    | 3                             |
| УКУПНО | 5                         | 7                             | 19                                   | 5                    | 17                            |
| Пол    | Финансијско посредовање   | Некретнине                    | Државна управа и одбрана             | Образовање           | Здравствени и социјални рад   |
| Мушки  | 1                         | 1                             | 6                                    | 3                    | 3                             |
| Женски | 0                         | 3                             | 2                                    | 8                    | 10                            |
| УКУПНО | 1                         | 4                             | 8                                    | 11                   | 13                            |
| Пол    | Остале услужне активности | Приватна домаћинства          | Екстериторијалне организације и тела | Непознато            | Непознато                     |
| Мушки  | 1                         | 0                             | 0                                    | 4                    | 4                             |
| Женски | 0                         | 0                             | 0                                    | 2                    | 2                             |
| УКУПНО | 1                         | 0                             | 0                                    | 6                    | 6                             |